# Ellesse
Ellesse és una marca italiana de roba esportiva propietat de la societat de cartera Pentland Group. De 1959 a 1993, va ser un important fabricant de roba esportiva amb seu a Ellera-Chiugiana, a la província de Perusa, coneguda internacionalment.

## Història
L'empresa va ser fundada a Perusa el 7 de juliol de 1959 amb el nom de SE.GI, per iniciativa de Leonardo Servadio, que va obrir un taller artesà al barri de Pallotta on es feien pantalons. L'any 1960 va entrar com a soci l'empresari Franco D'Attoma que uns anys més tard esdevingué president del Perugia Calcio.
SE.GI va continuar creixent pel que fa a la producció i el nombre d'empleats, que a la segona meitat dels anys 1960 van arribar als 209. L'any 1966 es van comprar 4 hectàrees de terreny a Ellera di Corciano, on es va construir un nova fàbrica i s'hi van traslladar les oficines i les activitats de producció de l'empresa, que al mateix temps va assumir el nom d'Ellesse S.p.A., que deriva de les inicials dels seus fundadors i propietaris. L'empresa es va especialitzar en la producció de roba esportiva, en particular de pantalons d'esquí. Dos anys més tard, el 1969, Ellesse va patrocinar la selecció d'esquí alpí italiana que va guanyar la Copa del Món d'eslàlom gegant amb Gustav Thöni. Gràcies a aquest patrocini, la marca de l'empresa va adquirir notorietat internacional i va obrir-se al mercat a exterior.
L'any 1971 Ellesse va inventar els pantalons lligats fora de la bota, amb genolleres protectores i articulacions elàstiques a la cintura, una creació que va contribuir a l'èxit de l'empresa. El primer tennista patrocinat per Ellesse va ser l'italià Corrado Barazzutti, que va guanyar la Copa Davis el 1976. Al de Barazzutti van seguir-lo altres patrocinis com el de l'estatunidenc Chris Evert i l'argentí Guillermo Vilas el 1980, l'alemany Boris Becker el 1983, i els anglesos Jo Durie i Virginia Wade. Ellesse també va patrocinar nombrosos tornejos internacionals, sobretot femenins, com el Circuit Femení ITF, creat a finals dels anys 1970 per l'advocat Dino Papale, el fundador i director general de l'Associació de tennis femení, en col·laboració amb la Federació Internacional de Tennis i la Federació Europea de Tennis, que va ser el primer circuit europeu que va incloure una sèrie de tornejos europeus amb premis en metàl·lic i un Màster final per a tenistes professionals.
A la dècada del 1980 Ellesse es va expandir amb l'obertura d'altres plantes de producció i filials comercials a l'estranger. Va entrar al negoci del calçat l'any 1981, i va continuar amb el patrocini dels equips nacionals d'esquí alpí, que a més d'Itàlia, també hi havia els de Bèlgica, Canadà, Luxemburg, Bulgària, Alemanya Occidental, Noruega, Suïssa, Països Baixos i la Unió Soviètica. L'empresa, que en el període 1981-1983 va registrar un augment considerable de la seva facturació de 75 a 139.000 milions de lires, va entrar posteriorment en crisi. Per a solucionar la situació va vendre les seves operacions a Reebok el 1987, i va vendre els seus drets de marca al Japó a Goldwin per a la roba i a Toyo & Tire per al calçat el 1990.
El 1993, el 90% de les accions d'Ellesse van ser comprades pel holding Pentland Group, després de la qual cosa es va dissoldre l'empresa i se'n va formar una de nova, Ellesse International S.p.A., que va assumir la direcció de l'activitat industrial i comercial de l'anterior, i de la qual n'era president Servadio, accionista minoritari. Pentland, distribuïdor de la marca a Gran Bretanya des de 1981, va comprar el 1997 la marca Ellesse per a Amèrica del Nord, prèviament venuda a Reebok.